# 粘菌同期法
粘菌同期法（ねんきんどうきほう）は細胞性粘菌の生命活動における一連の同期現象のメカニズムを一般化した同期法である。
細胞性粘菌は、飢餓状態になると集合・凝集しナメクジ状の形態に変化し移動したり胞子を作り出す。この一連の活動において、各々の粘菌同士が化学物質をやり取りすることによって同期現象が生じていることが確認されている。
一つの粘菌を非線形振動子と考えれば、多数の粘菌が集合している状態は化学物質によって結合された連結振動子系とみなすことが出来る。連結振動子系では振動子単体では観測することの出来ない複雑で多様な振る舞いをすることが知られている。単純なシステムの集合により複雑な振る舞いをすることは非線形システムの典型例である。
現在粘菌同期法は、非線形振動子の同期法の一つとして、また、たとえば蛍の一斉発光現象のような生命活動のメカニズム解明などさまざまな分野において生物学的・数学的・工学的側面でそれぞれ研究されている。